# Epitoxasia nitens
Epitoxasia nitens är en skalbaggsart som beskrevs av Cooman 1932. Epitoxasia nitens ingår i släktet Epitoxasia och familjen stumpbaggar. Inga underarter finns listade i Catalogue of Life.